# Der heiße Stuhl
Der heiße Stuhl (früher Explosiv – Der heiße Stuhl) war eine Fernsehdiskussionsrunde im Format der Talkshow beim deutschen Privatfernsehsender RTL. Das Format wurde 1994 nach insgesamt 159 Sendungen eingestellt. Im Dezember 2016 fand eine einmalige Neuauflage statt. Im Jahr 2022 wurde das Format erneut aufgegriffen.

## Konzept
Zu Beginn einer jeden Ausgabe stellte der Moderator eine Person kurz vor, legte dann deren in der Regel sehr provokante These fest, ließ sie anschließend auf dem namensgebenden „heißen Stuhl“ Platz nehmen und stellte fünf (Neuauflage: vier) weitere Personen vor, die gänzlich anderer Meinung waren und der Person auf dem heißen Stuhl gegenüber gesetzt wurden. Anschließend wurde für den Rest der Sendezeit hitzig und provokant zwischen den sechs vorgestellten Personen diskutiert. Oft wurde die sachliche Diskussionsebene schnell verlassen und es wurde laut, polemisch und zum Teil auch persönlich. Wenn die Diskussion einmal zur Ruhe kam, heizte der Moderator sie wieder an.

## Ausstrahlung
Die Sendung wurde am 15. Januar 1989 das erste Mal ausgestrahlt und wurde bis 1994 produziert. Die Sendung wurde von Ulrich Meyer und vertretungsweise von Olaf Kracht moderiert. Nach Ulrich Meyers Wechsel zu Sat.1 übernahm Olaf Kracht die Moderation ganz. Sendetermin war jeder zweite Dienstag-Abend um 22:00 Uhr, da sich die Sendung den Programmplatz mit dem Magazin Explosiv (heutiger Titel: Explosiv – Das Magazin) teilte. Das Format wurde 1994 nach insgesamt 159 Sendungen eingestellt, weil die bis dahin sehr guten Zuschauerzahlen innerhalb eines halben Jahres von 5 auf 2,5 Millionen gefallen waren.
Am 12. Dezember 2016 wurde Der heiße Stuhl mit Steffen Hallaschka mit einer Ausgabe mit Thilo Sarrazin neu aufgelegt. Die Sendung sollte nicht mehr regelmäßig, sondern nur noch zu passenden Ereignissen ins Programm genommen werden. Die Quoten für diese Neuausstrahlung fielen allerdings enttäuschend aus und es entstand zunächst keine weitere Folge.
Am 16. Januar und 6. Februar 2022 sendete RTL erstmals stern TV am Sonntag. Teil dieser Sendungen war auch eine Neuauflage von Der heiße Stuhl, die von Frauke Ludowig und Nikolaus Blome moderiert wurden.

## Besondere Vorkommnisse
Am 10. Dezember 1991 sorgte Rosa von Praunheim als Gast für einen Skandal, als er die Showmaster Hape Kerkeling und Alfred Biolek ohne deren Zustimmung öffentlich als schwul outete. Von Praunheims Intention war es, auf dem Höhepunkt der damaligen AIDS-Krise öffentliche Solidarität von homosexuellen Prominenten, von denen sich zu dieser Zeit kaum welche öffentlich zu ihrer sexuellen Orientierung bekannten, mit den insbesondere auf Grund von Aids vielfach stigmatisierten schwulen Männern einzufordern, um die Situation für alle Homosexuellen zu verbessern beziehungsweise zu normalisieren: „Die Outings führten dazu, dass in der Gesellschaft vermehrt über den Umgang mit Homosexuellen diskutiert wurde und sich die Wahrnehmung homosexueller Menschen änderte. Homosexualität wurde nun überwiegend als natürlich angesehen, statt wie vor wenigen Jahren noch pathologisiert.“ (Lennard Gottmann, Humboldt-Universität zu Berlin)